# سنگ آهنربا
آهنربای طبیعی به‌طور طبیعی مغناطیس بوده و جنس آن از ماده معدنی مگنتیت است. آن آهنربای طبیعی است که می‌توانند آهن را جذب کند. کاربرد مغناطیس را نخستین‌بار مردمان باستان کشف کردند. وقتی این سنگ را به صورت آویزان قرار دادند نخستین قطب‌نما پدید آمد، و اهمیت به‌سزایی در ناوبری باستان به خود اختصاص داد چنانچه نام امروزی آن در انگلیسی lodestone در انگلیسی میانه به معنای «سنگ راهنما» یا «سنگ راه» است. از معنی کنونی منسوخ lode به عنوان «سفر، راه» استفاده می‌شود.

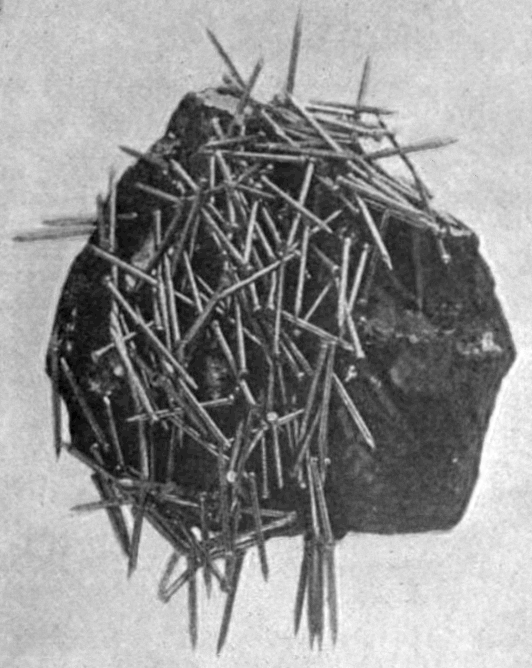
آهنربای طبیعی میخ‌های آهنی را به خود جذب می‌کند.